# Hotel Chevalier
Hotel Chevalier är en kortfilm skriven av Wes Anderson. Den släpptes 2007. I rollerna ses Jason Schwartzman och Natalie Portman. Filmen är en prolog till Andersons verk The Darjeeling Limited. Den tretton minuter långa filmen utspelar sig på "Hotel Chevalier" innan Schwartzmans karaktär Jack träffar sina två äldre bröder i Indien. 
Filmen spelades in på Hotel Raphael i Paris, Frankrike. Låten "Where Do You Go To (My Lovely)" av Peter Sarstedt från 1969 spelas vid ett tillfälle i början av filmen.
Hotel Chevalier har väckt en del uppståndelse eftersom Natalie Portman var med i en nakenscen, fastän hon tidigare insisterat att hon aldrig skulle filma en sådan.

## Rollista
| Jason Schwartzman | – Jack Whitman   |
| Natalie Portman   | – Jacks flickvän |